# Slag bij Hormizdegan

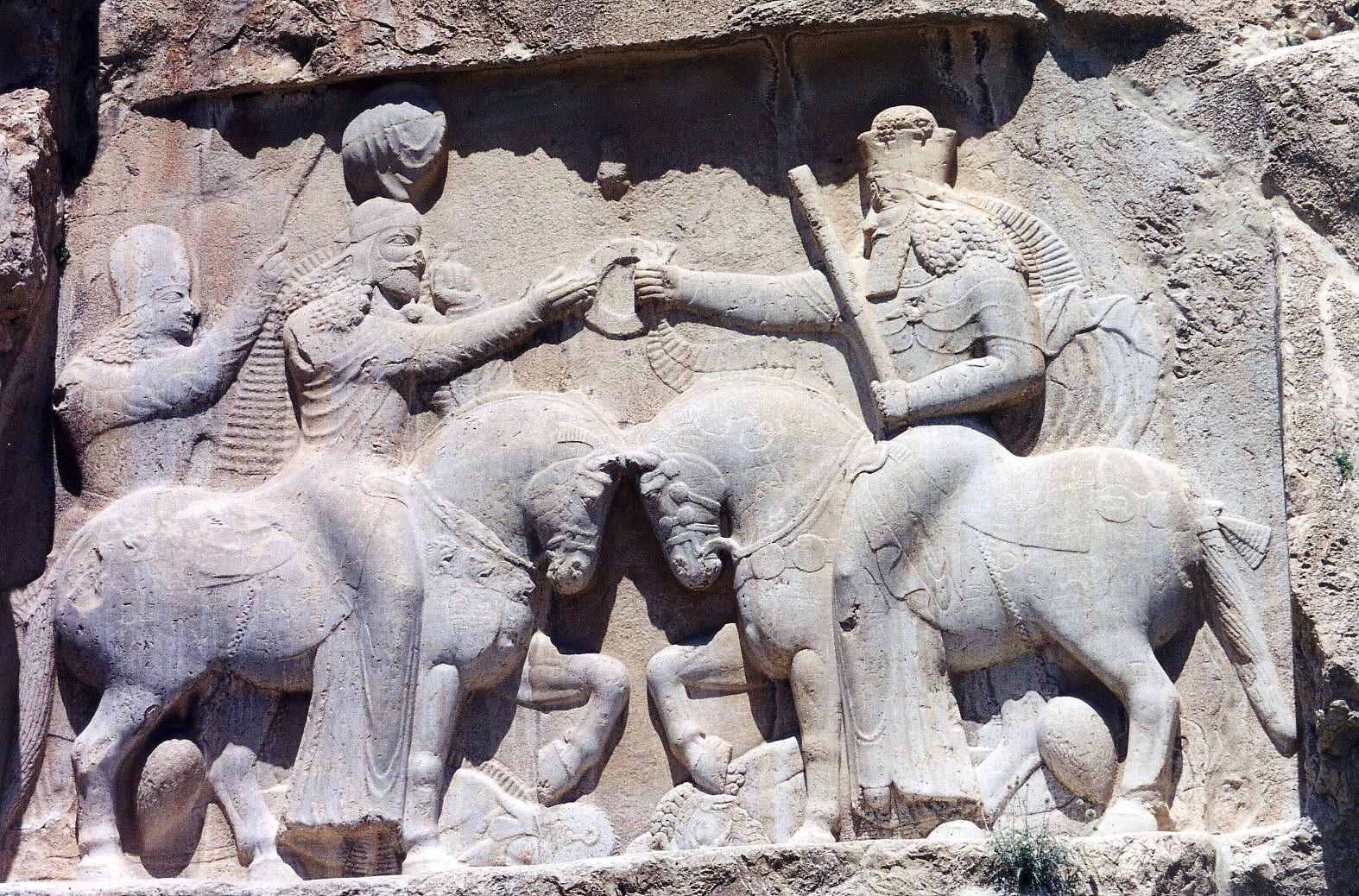
Ardashir (links) verplettert Artabanus (onder het paard) en krijgt van Darius I het symbool van de macht.

De Slag bij Hormizdegan vond plaats op 28 april 224 in de velden van Hormizdegan, gelegen nabij de huidige stad Shushtar (Iran).
Het betrof de confrontatie tussen de Parthische koning Artabanus IV en de Sassanidische sjah Ardashir en zijn zoon Sjapoer I. Tijdens de slag, die een dag duurde, kwam Artabanus om het leven. Dit betekende het einde van de regeerperiode van het koningshuis der Arsaciden over Perzië en het begin van de Sassaniden, die regeerden over Perzië (Iran) tot de zevende eeuw.